# Mount Henry (Enderbyland)
Mount Henry ist ein 1500 m hoher Berg im ostantarktischen Enderbyland. Er ragt 1,5 km östlich des Simpson Peak in den Scott Mountains auf.
Die Benennung geht auf den britischen Seefahrer und Entdecker John Biscoe im Zuge seiner von 1830 bis 1831 dauernden Antarktisfahrt zurück, wenngleich der Berg, den Biscoe benannte, nicht eindeutig identifiziert werden konnte. Das Antarctic Names Committee of Australia (ANCA) übertrug aus Kontinuitätsgründen Biscoes Benennung auf den hier beschriebenen Berg. Dessen Position wurde anhand von Luftaufnahmen der Australian National Antarctic Research Expeditions aus den Jahren 1956 und 1957 bestimmt. Namensgeber ist Henry Enderby, einer der Teilhaber am Wal- und Robbenfangunternehmens Samuel Enderby & Sons und Besitzer von Biscoes Schiff Tula.